# Estación Palestina
Palestina fue una estación de ferrocarril que se hallaba en el Desierto de Atacama, en la Región de Antofagasta de Chile. Fue parte del Longitudinal Norte y del Ferrocarril Antofagasta-Salta y actualmente se encuentra inactiva, aun cuando sus vías siguen siendo utilizadas para el transporte de carga por parte de Ferronor y el Ferrocarril de Antofagasta a Bolivia.

## Historia
Si bien en el sector de la estación ya corría en sentido oeste-este un ramal del Ferrocarril de Antofagasta a Bolivia que iba hacia la zona de Boquete (construido entre 1905 y 1908), la estación —ubicada a una altitud de 837 m s. n. m.— fue construida inicialmente como parte del ferrocarril Longitudinal Norte e inaugurada en 1914, con lo cual se convirtió en zona de cruce entre ambas líneas férreas. La estación fue construida inicialmente con el propósito de abastecer con agua a las locomotoras.
Con la construcción del Ferrocarril Antofagasta-Salta en los años 1940, la estación Palestina pasó a convertirse en punto de conexión entre el ferrocarril Longitudinal Norte y el servicio internacional hacia Argentina.
La estación dejó de prestar servicios cuando el Longitudinal Norte suspendió el transporte de pasajeros en junio de 1975. El edificio que albergaba a la estación se encuentra en ruinas, mientras que sus vías actualmente son utilizadas por Ferronor, propietaria del trazado de la antigua Red Norte de la Empresa de los Ferrocarriles del Estado, así como también por el FCAB.